# Olympische Sommerspiele 2008/Kanu – Vierer-Kajak 1000 m (Männer)
Die Wettkämpfe im Vierer-Kajak über 1000 Meter bei den Olympischen Sommerspielen 2008 wurden vom 18. bis zum 22. August 2008 auf der Rennstrecke im Olympischen Ruder- und Kanupark Shunyi ausgetragen.

## Ergebnisse

### Vorläufe
Bei den zwei Vorläufen am 18. August erreichten die jeweils drei schnellsten Boote direkt das Finale; die restlichen Boote zogen ins Halbfinale ein.

#### Vorlauf 1
| Rang | Athletinnen                                                              | Nation      | Zeit         | Bemerkung  |
| ---- | ------------------------------------------------------------------------ | ----------- | ------------ | ---------- |
| 1    | Lutz Altepost Norman Bröckl Torsten Eckbrett Björn Goldschmidt           | Deutschland | 2:57,148 min | Finale     |
| 2    | Márton Sik István Beé Ákos Vereckei Gábor Bozsik                         | Ungarn      | 2:57,242 min | Finale     |
| 3    | Raman Petruschenka Aljaksej Abalmassau Artur Litwintschuk Wadsim Machneu | Belarus     | 2:58,825 min | Finale     |
| 4    | Li Zhen Liu Haitao Zhou Peng Lin Miao                                    | China       | 2:59,271 min | Halbfinale |
| 5    | David Smith Tony Schumacher Tate Smith Clint Robinson                    | Australien  | 3:00,920 min | Halbfinale |

#### Vorlauf 2
| Rang | Athletinnen                                                           | Nation   | Zeit         | Bemerkung  |
| ---- | --------------------------------------------------------------------- | -------- | ------------ | ---------- |
| 1    | Richard Riszdorfer Michal Riszdorfer Erik Vlček Juraj Tarr            | Slowakei | 2:57,876 min | Finale     |
| 2    | Franco Benedini Antonio Rossi Alberto Ricchetti Luca Piemonte         | Italien  | 2:58,627 min | Finale     |
| 3    | Marek Twardowski Tomasz Mendelski Paweł Baumann Adam Wysocki          | Polen    | 2:59,290 min | Finale     |
| 4    | Ilja Medwedew Jewgeni Salachow Anton Wassiljew Konstantin Wischnjakow | Russland | 2:59,518 min | Halbfinale |
| 5    | Brady Reardon Angus Mortimer Chris Pellini Rhys Hill                  | Kanada   | 3:06,811 min | Halbfinale |

### Halbfinale
Die drei schnellsten Boote des Halbfinals erreichten den Endlauf.
| Rang | Athletinnen                                                           | Nation     | Zeit         | Bemerkung |
| ---- | --------------------------------------------------------------------- | ---------- | ------------ | --------- |
| 1    | Ilja Medwedew Jewgeni Salachow Anton Wassiljew Konstantin Wischnjakow | Russland   | 3:00,459 min | Finale    |
| 2    | Li Zhen Liu Haitao Zhou Peng Lin Miao                                 | China      | 3:01,787 min | Finale    |
| 3    | Brady Reardon Angus Mortimer Chris Pellini Rhys Hill                  | Kanada     | 3:02,572 min | Finale    |
| 4    | David Smith Tony Schumacher Tate Smith Clint Robinson                 | Australien | 3:02,743 min |           |

### Finale
| Rang | Athletinnen                                                              | Nation      | Zeit         |
| ---- | ------------------------------------------------------------------------ | ----------- | ------------ |
| 1    | Raman Petruschenka Aljaksej Abalmassau Artur Litwintschuk Wadsim Machneu | Belarus     | 2:55,714 min |
| 2    | Richard Riszdorfer Michal Riszdorfer Erik Vlček Juraj Tarr               | Slowakei    | 2:56,593 min |
| 3    | Lutz Altepost Norman Bröckl Torsten Eckbrett Björn Goldschmidt           | Deutschland | 2:56,676 min |
| 4    | Franco Benedini Antonio Rossi Alberto Ricchetti Luca Piemonte            | Italien     | 2:57,626 min |
| 5    | Márton Sik István Beé Ákos Vereckei Gábor Bozsik                         | Ungarn      | 2:59,009 min |
| 6    | Marek Twardowski Tomasz Mendelski Paweł Baumann Adam Wysocki             | Polen       | 2:59,505 min |
| 7    | Li Zhen Liu Haitao Zhou Peng Lin Miao                                    | China       | 3:00,078 min |
| 8    | Ilja Medwedew Jewgeni Salachow Anton Wassiljew Konstantin Wischnjakow    | Russland    | 3:00,654 min |
| 9    | Brady Reardon Angus Mortimer Chris Pellini Rhys Hill                     | Kanada      | 3:01,630 min |